# Burg im Riesebusch
Die Burg im Riesebusch war eine Höhenburg im Wald Riesebusch auf dem Gebiet der Stadt Bad Schwartau im schleswig-holsteinischen Kreis Ostholstein.
Die Reste der aus dem 13. Jahrhundert stammenden Burg befinden sich auf einem von einer Flussschleife der Schwartau umgebenen langen und schmalen Höhenzug von bis zu 16 Meter Höhe im nördlichsten Teil des Riesebuschs an der sogenannten „Lange Hörn“.
Für den Bau der Burganlage wurde die Spitze („Lange Hörn“) des Höhenzuges auf 500 Meter Länge durch (noch heute erkennbare) Wälle und Gräben abgetrennt und befestigt. Aufgrund der steilen Hänge auf der West- und Ost-Seite des Höhenzugs waren dort keine erdbewegenden Befestigungen erforderlich. Die Hauptburg nahm die vorderen etwa 130 Meter des Höhenszuges ein, der übrige Bereich bildete eine Vorburg.
Bei 1914 erfolgten Ausgrabungen wurden innerhalb der Hauptburg die aus Lesesteinen bestehenden Fundamente des einstigen Torhauses gefunden.
Aller Wahrscheinlichkeit nach handelte es sich bei der Burg um einen befestigten Wirtschaftshof des Bischofs von Lübeck. Ein solcher Hof an der Schwartau wird 1215 zur Zeit von Bischof Bertold erwähnt. Die Befestigung bestand etwa bis 1284 bis zur Errichtung des Hofes in Kaltenhof durch Bischof Burkhard von Serkem.
Die Reste der Burg wurden 1990 unter Denkmalschutz gestellt.

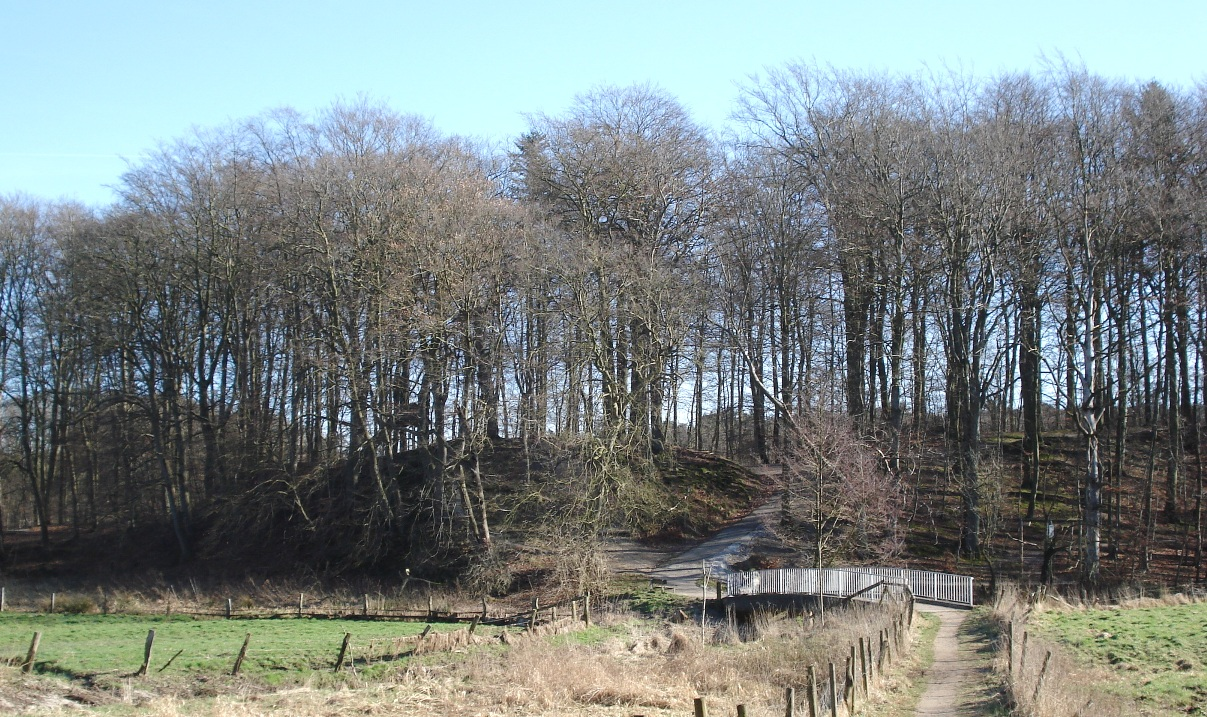
Die „Lange Hörn“ im Riesebusch in Bad Schwartau – Ort der Burg im Riesebusch
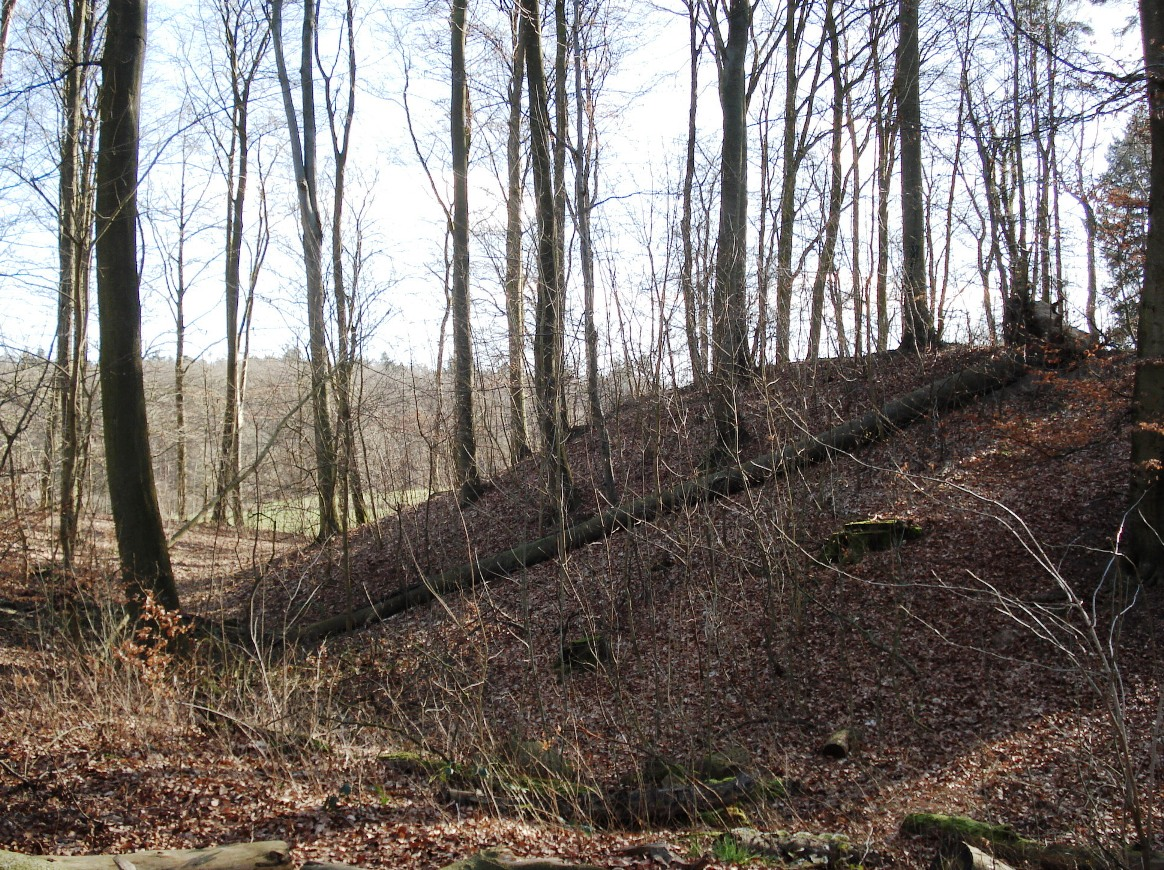
Nördlicher Wall der Hauptburg
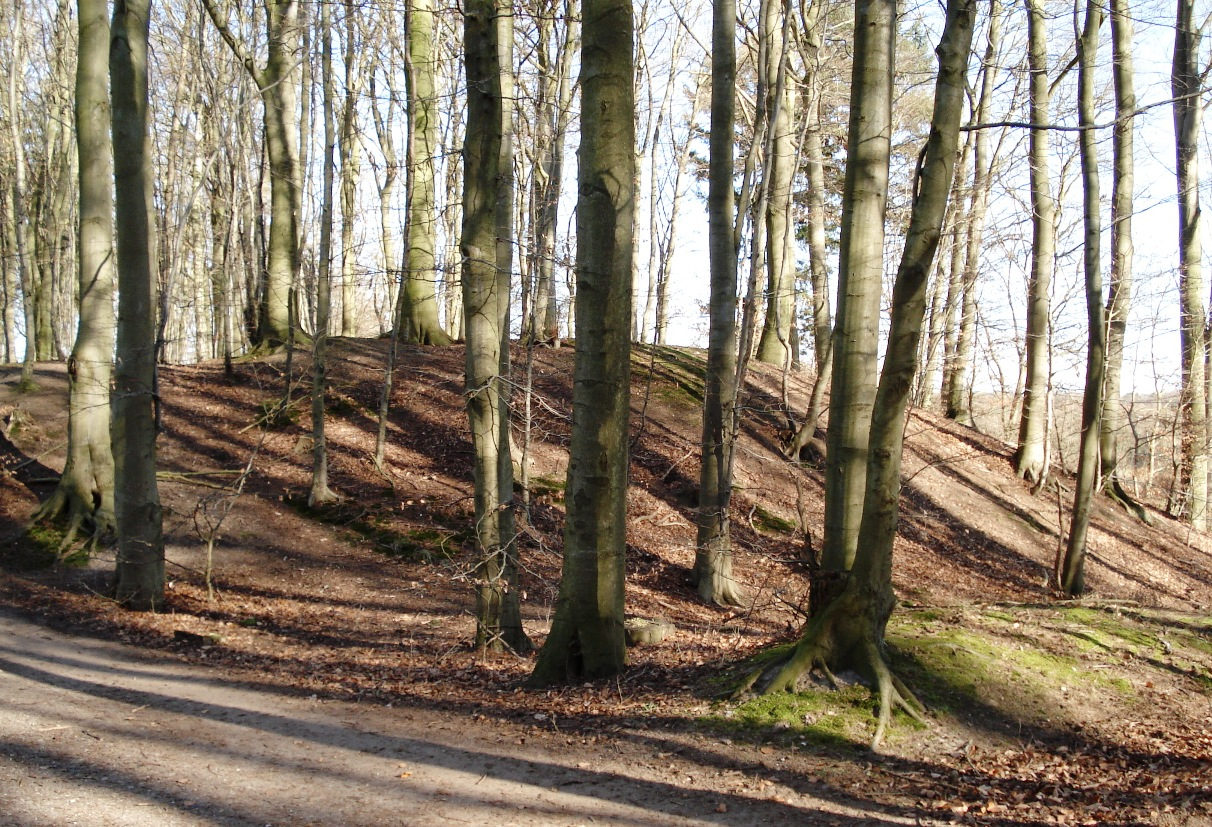
Südlicher Wall der Hauptburg
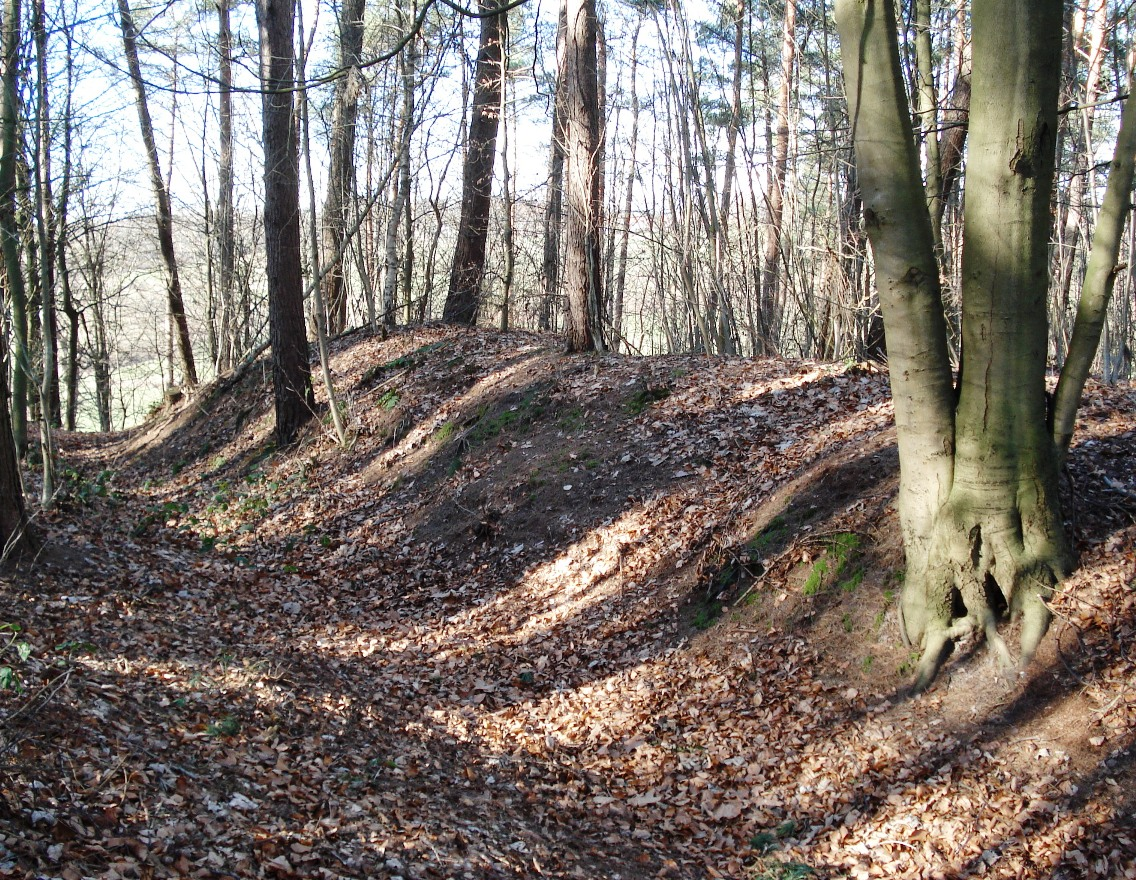
Südlicher Wall der Vorburg
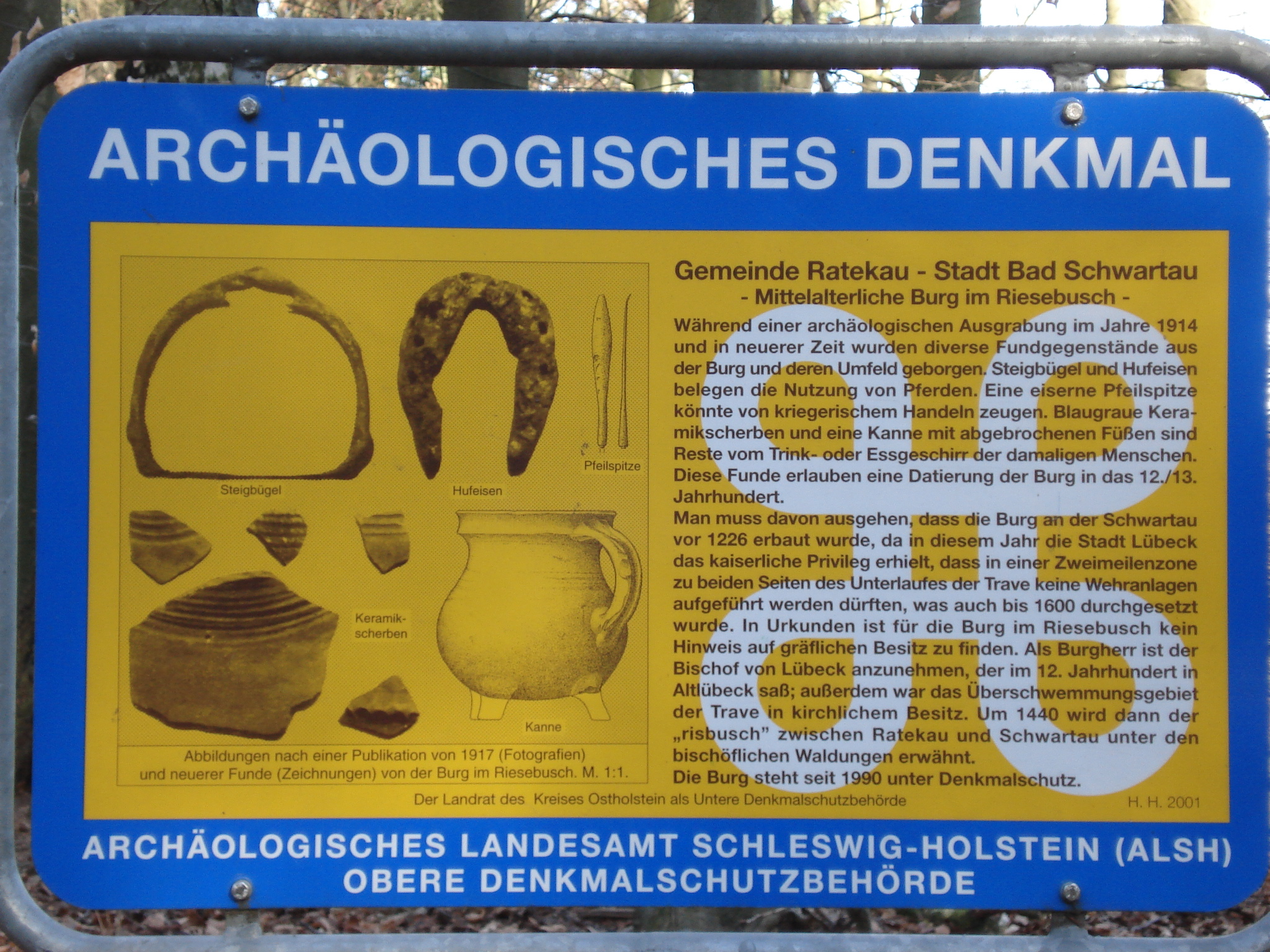
Informationstafel mit Abbildung der Ausgrabungsfunde aus der Burg im Riesebusch
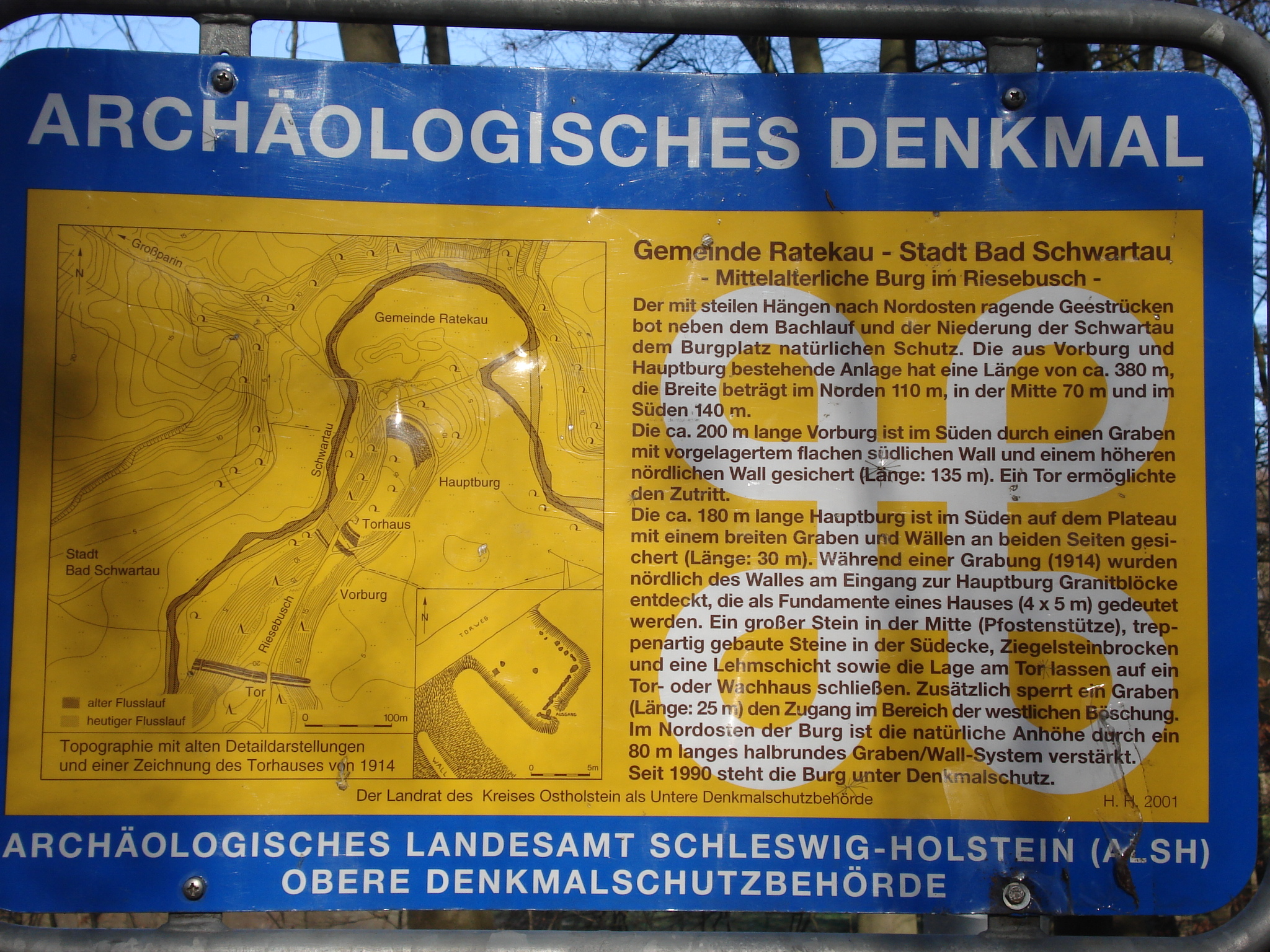
Informationstafel mit dem Grundriss der Burg im Riesebusch